# Copa Aerosur Internacional Sub-20
La Copa Aerosur Internacional Sub-20 de 2010 se realizó entre el 14 de noviembre y el 22 de noviembre en el Departamento de Santa Cruz. 
El certamen sirvió a las selecciones Sub-20 de preparación para el Campeonato Sudamericano Sub-20 en Perú el cual dio cupos para los Juegos Olímpicos de Londres 2012 y para la Copa Mundial de Fútbol Sub-20 de 2011.
Pero este certamen amistoso en Bolivia tuvo un final vergonzoso gracias a los malos arbitrajes de los africanos.[cita requerida] El más polémico fue el juez Paulin Samuel Ilboudo serge de Burkina Faso quien anuló 5 goles a la Selección de Paraguay en la semifinal contra el alfritión. El campeón fue la Selección de Argentina quien venció a la Selección Boliviana. Según el agente de apuestas Wilson Raj Perumal, el torneo estaba amañado a través de su empresa Exclusive Sports, que elegía a los árbitros.

## Organización

### Estadios
Los partidos se disputaron en 3 plazas en el Departamento de Santa Cruz:
- Estadio Ramón Tahuichi Aguilera
- Estadio Gilberto Parada
- Estadio Juan Carlos Durán

### Lugares de Concentración
Lugares después del arribo de las selecciones Sub-20 participantes del torneo amistoso.
| Equipo    | Hotel de Concentración | Ciudad     | Equipo   | Hotel de Concentración | Ciudad     |
| --------- | ---------------------- | ---------- | -------- | ---------------------- | ---------- |
| Argentina | El Arenal              | Santa Cruz | Chile    | Puerta de Hierro       | Santa Cruz |
| Bolivia   | hotel                  | Santa Cruz | Paraguay | El Arenal              | Santa Cruz |
| Colombia  | Las Américas           | Santa Cruz | Uruguay  | Las Américas           | Santa Cruz |

### Lista de árbitros
Fueron nombrados árbitros internacionales y bolivianos con sus respectivas ternas.
| CAF - Paulin Samuel Ilboudo serge - Abdul Kavia | Conmebol - Joaquín Antequera - Óscar Saucedo | UEFA - Csak Janos |

### Reglas
Los 6 equipos que participan se dividen en 2 grupos de tres equipos cada uno. Dentro de cada grupo se enfrentan una vez entre sí, por el sistema de todos contra todos, y descansa un equipo por fecha en cada grupo. Según el resultado de cada partido se otorgan tres puntos al ganador, un punto a cada equipo en caso de empate, y ninguno al perdedor.
Pasan a la siguiente ronda los dos equipos de cada grupo mejor clasificados. El orden de clasificación se determina teniendo en cuenta los siguientes criterios, en orden de preferencia:
1. El mayor número de puntos obtenidos teniendo en cuenta todos los partidos del grupo
2. La mayor diferencia de goles teniendo en cuenta todos los partidos del grupo
3. El mayor número de goles a favor anotados teniendo en cuenta todos los partidos del grupo

Si dos equipos quedan igualados según las pautas anteriores, sus posiciones se determinarán mediante los siguientes criterios, en orden de preferencia:
1. El mayor número de puntos obtenidos en los partidos entre los equipos en cuestión
2. La diferencia de goles teniendo en cuenta los partidos entre los equipos en cuestión
3. El mayor número de goles a favor anotados por cada equipo en los partidos disputados entre los equipos en cuestión

La segunda ronda incluye las semifinales y la final, también el tercero de cada grupo se enfrentan por el quinto puesto. Mediante el sistema de eliminación directa se clasifican los 2 equipos ganadores a la final. Los equipos perdedores de las semifinales juegan un partido por el tercer y cuarto puesto.
Si después de los 90 minutos de juego el partido se encuentra empatado, el partido se define por el procedimiento de tiros desde el punto penal.

## Equipos participantes
- Argentina
- Bolivia
- Chile
- Colombia
- Paraguay
- Uruguay

## Resultados
- Los horarios corresponden a la hora de Bolivia (UTC-4)
- Leyenda: Pts: Puntos; PJ: Partidos jugados; PG: Partidos ganados; PE: Partidos empatados; PP: Partidos perdidos; GF: Goles a favor; GC: Goles en contra; Dif: Diferencia de goles.

### Primera fase

#### Grupo A
| Equipo   | Pts | PJ | PG | PE | PP | GF | GC | Dif |
| -------- | --- | -- | -- | -- | -- | -- | -- | --- |
| Bolivia  | 6   | 2  | 2  | 0  | 0  | 6  | 1  | 5   |
| Colombia | 1   | 2  | 0  | 1  | 1  | 1  | 3  | -2  |
| Uruguay  | 1   | 2  | 0  | 1  | 1  | 0  | 3  | -3  |

| 14 de noviembre de 2010, 18:00 | Bolivia                                                    | 3:1 (2:0) | Colombia                    | Estadio Ramón Tahuichi Aguilera, Santa Cruz de la Sierra |                                                        |
|                                | Chumacero 28' (pen.) · Ballivián 37' · Antelo 90+5' (pen.) |           | Cardona 5', 23' (pen.), 61' | Árbitro(s): Paulin Samuel Ilboudo serge (Burkina Faso)   | Árbitro(s): Paulin Samuel Ilboudo serge (Burkina Faso) |

| 16 de noviembre de 2010, 19:00 | Uruguay | 0:0 (0:0) | Colombia | Estadio Gilberto Parada, Montero       |  |
|                                |         |           |          | Árbitro(s): Abdul Kavia (Sierra Leona) |  |

| 18 de noviembre de 2010, 21:00 | Bolivia                                   | 3:0 (1:0) | Uruguay      | Estadio Gilberto Parada, Montero                                |                                                                 |
|                                | Chunmacero 35' · Ballivián 51' · Ríos 76' |           | Gallegos 30' | Asistencia: 1.500 espectadores Árbitro(s): Csak Janos (Hungría) | Asistencia: 1.500 espectadores Árbitro(s): Csak Janos (Hungría) |

#### Grupo B
| Equipo    | Pts | PJ | PG | PE | PP | GF | GC | Dif |
| --------- | --- | -- | -- | -- | -- | -- | -- | --- |
| Argentina | 6   | 2  | 2  | 0  | 0  | 8  | 0  | 8   |
| Paraguay  | 3   | 2  | 1  | 0  | 1  | 3  | 3  | 0   |
| Chile     | 0   | 2  | 0  | 0  | 2  | 0  | 8  | -8  |

| 14 de noviembre de 2010, 16:00 | Argentina                                             | 5:0 (1:0) | Chile            | Estadio Ramón Tahuichi Aguilera, Santa Cruz de la Sierra |                                  |
|                                | Ferreyra 45+1' (pen.) · Pirez 56' · Díaz 90+7' (pen.) |           | Pinto 20' (pen.) | Árbitro(s): Csak Janos (Hungría)                         | Árbitro(s): Csak Janos (Hungría) |

| 16 de noviembre de 2010, 21:00 | Paraguay                                  | 3:0 (2:0) | Chile | Estadio Gilberto Parada, Montero        |                                         |
|                                | Correa 24' · Cáceres 35' · Montenegro 75' |           |       | Árbitro(s): Joaquín Antequera (Bolivia) | Árbitro(s): Joaquín Antequera (Bolivia) |

| 18 de noviembre de 2010, 19:00 | Argentina | 3:0 (1:0) | Paraguay                                        | Estadio Gilberto Parada, Montero                                   |                                                                    |
|                                | Viola 20' |           | Vargas 18' · Correa 30' · Ruíz 75' · Ortega 87' | Asistencia: 1.500 espectadores Árbitro(s): Óscar Saucedo (Bolivia) | Asistencia: 1.500 espectadores Árbitro(s): Óscar Saucedo (Bolivia) |

### Segunda fase
|  | Semifinales                 | Semifinales                 |   |                             | Final                       | Final |  |
|  |                             |                             |   |                             |                             |       |  |
|  |                             |                             |   |                             |                             |       |  |
|  | 20 de noviembre, Santa Cruz |                             |   |                             |                             |       |  |
|  | Bolivia                     | 0(9)                        |   |                             |                             |       |  |
|  | Paraguay                    | 0(8)                        |   |                             |                             |       |  |
|  |                             |                             |   |                             |                             |       |  |
|  |                             |                             |   |                             | 22 de noviembre, Santa Cruz |       |  |
|  |                             |                             |   |                             | Bolivia                     | 0     |  |
|  |                             | Argentina                   | 4 |                             |                             |       |  |
|  |                             |                             |   |                             |                             |       |  |
|  |                             |                             |   |                             |                             |       |  |
|  |                             |                             |   |                             | Tercer lugar                |       |  |
|  | 20 de noviembre, Santa Cruz | 20 de noviembre, Santa Cruz |   | 22 de noviembre, Santa Cruz | 22 de noviembre, Santa Cruz |       |  |
|  | Colombia                    | 1                           |   | Colombia                    | 2                           |       |  |
|  | Argentina                   | 3                           |   |                             | Paraguay                    | 3     |  |

#### Quinto lugar
| 20 de noviembre de 2010, 16:00 | Uruguay     | 2:1 (1:1) | Chile                   | Estadio Juan Carlos Durán, Santa Cruz de la Sierra |                                  |
|                                | Barreto 43' |           | Andia 45' · Carrasco -' | Árbitro(s): Csak Janos (Hungría)                   | Árbitro(s): Csak Janos (Hungría) |

#### Semifinales
| 20 de noviembre de 2010, 16:00 | Bolivia                          | 0:0(9-8) (0:0) | Paraguay                   | Estadio Ramón Tahuichi Aguilera, Santa Cruz de la Sierra                              |                                                                                       |
|                                | Antelo 8' (pen.) · Carinao 90+2' |                | Iturbe 19', 82' · Díaz 60' | Asistencia: 1.000 espectadores Árbitro(s): Paulin Samuel Ilboudo serge (Burkina Faso) | Asistencia: 1.000 espectadores Árbitro(s): Paulin Samuel Ilboudo serge (Burkina Faso) |

| 20 de noviembre de 2010, 18:00 | Colombia | 1:3 (0:3) | Argentina | Estadio Ramón Tahuichi Aguilera, Santa Cruz de la Sierra              |                                                                       |
|                                |          |           | Calle 85' | Asistencia: 1.000 espectadores Árbitro(s): Abdul Kavia (Sierra Leona) | Asistencia: 1.000 espectadores Árbitro(s): Abdul Kavia (Sierra Leona) |

#### Tercer lugar
| 22 de noviembre de 2010, 19:00 | Paraguay  | 3:2 (1:1) | Colombia        | Estadio Ramón Tahuichi Aguilera, Santa Cruz de la Sierra |                                                        |
|                                | Borda 13' |           | Vargas 15', 90' | Árbitro(s): Paulin Samuel Ilboudo serge (Burkina Faso)   | Árbitro(s): Paulin Samuel Ilboudo serge (Burkina Faso) |

#### Final
| 22 de noviembre de 2010, 21:00 | Bolivia                      | 0:4 (0:1) | Argentina | Estadio Ramón Tahuichi Aguilera, Santa Cruz de la Sierra |                                     |
|                                | Ferreyra 15' · Rodríguez 49' |           |           | Árbitro(s): Óscar Saucedo (Bolivia)                      | Árbitro(s): Óscar Saucedo (Bolivia) |

| Bandera de Argentina |
| Campeón Argentina    |

## Estadísticas
| Equipo | Equipo    | Pts | PJ | PG | PE | PP | GF | GC | Dif | Rend  |
| ------ | --------- | --- | -- | -- | -- | -- | -- | -- | --- | ----- |
| 1      | Argentina | 12  | 4  | 3  | 0  | 0  | 15 | 1  | 14  | 99%   |
| 2      | Paraguay  | 7   | 4  | 2  | 1  | 1  | 6  | 5  | 1   | 70%   |
| 3      | Bolivia   | 7   | 4  | 2  | 1  | 1  | 5  | 4  | 1   | 70%   |
| 4      | Uruguay   | 4   | 3  | 1  | 1  | 1  | 2  | 4  | -2  | 25,0% |
| 5      | Colombia  | 4   | 4  | 0  | 1  | 3  | 4  | 9  | -5  | 2%    |
| 6      | Chile     | 1   | 3  | 0  | 1  | 2  | 1  | 10 | -9  | 0,01% |

## Premio

### Goleadores
| Jugador             | Selección | Goles |
| ------------------- | --------- | ----- |
| Edwin Cardona       | Colombia  | 3     |
| Iván Vargas         | Paraguay  | 3     |
| Claudio Correa      | Paraguay  | 2     |
| Ramiro Ballivián    | Bolivia   | 2     |
| Alejandro Chumacero | Bolivia   | 2     |
| Reyes Antelo        | Bolivia   | 2     |
| Facundo Ferreyra    | Argentina | 2     |
| Juan Iturbe         | Argentina | 2     |